# Bière belge d'Abbaye reconnue

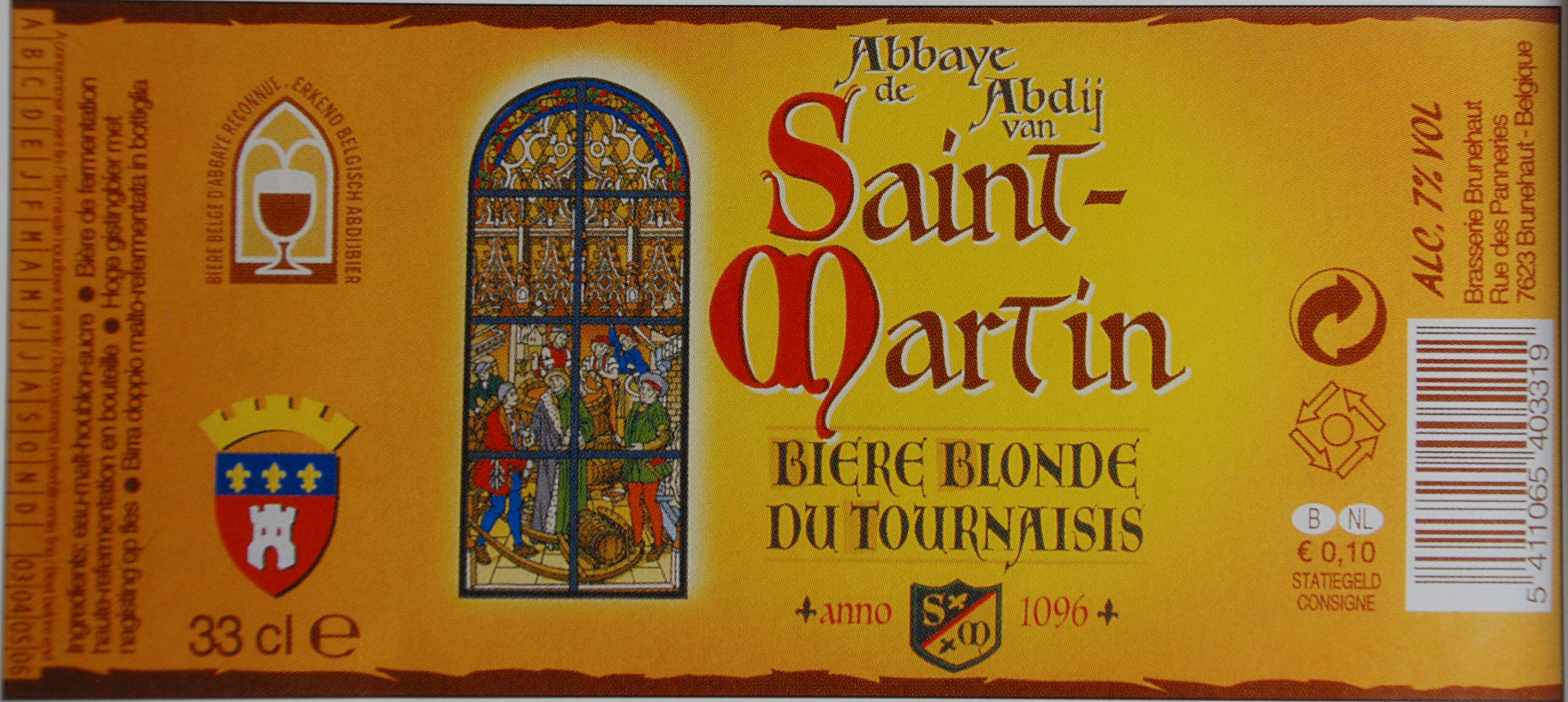
Étiquette de l'Abbaye de Saint-Martin avec, en haut à gauche, son logo Bière belge d'Abbaye reconnue

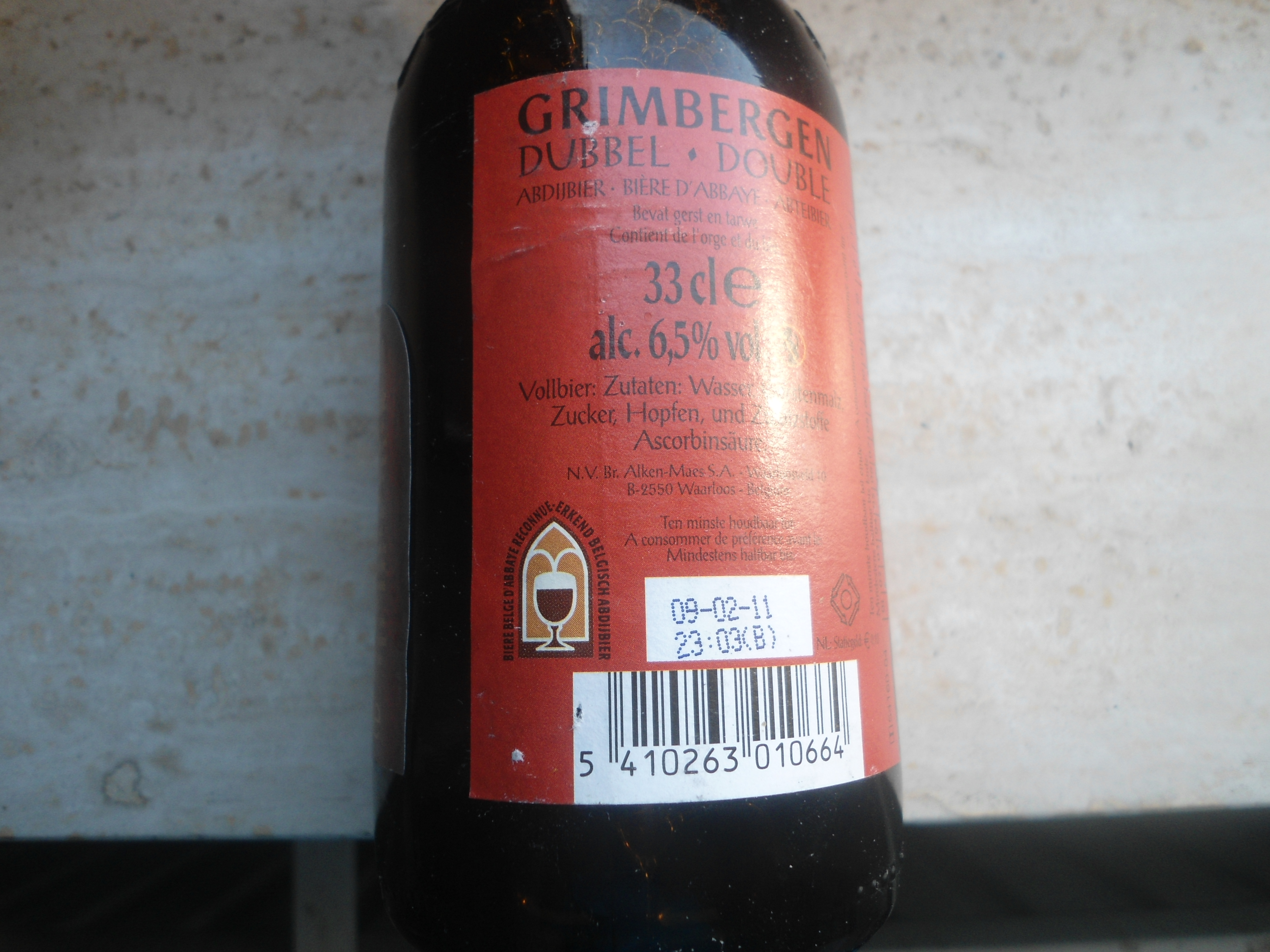
La Grimbergen Dubbel avec son logo Bière belge d'Abbaye reconnue

Une bière belge d'Abbaye reconnue (en néerlandais :  Erkend belgisch Abdijbier) est une bière belge jouissant d'une protection collective soumise à certaines conditions et ne pouvant être utilisée que par les membres de l’Union des Brasseries belges.

## Logo
Cette protection se matérialise sous la forme d'un logo apposé sur l'étiquette de chaque  bière belge d'abbaye reconnue. Actuellement[Quand ?] une bonne vingtaine de marques de bières d'abbaye sont reconnues sur un total d'une cinquantaine de marques de bières d'abbaye brassées en Belgique. 
Ce logo représente un verre de bière devant un vitrail stylisé surmonté par l'inscription bilingue Bière belge d'Abbaye reconnue - Erkend belgisch Abdijbier.
Il ne faut pas confondre les bières d'abbaye reconnues avec les bières trappistes. Ces dernières sont aussi des bières d'abbaye (cinq marques en Belgique) mais elles ont leur propre protection et leur propre logo appelé Authentic Trappist Product.

## Protection
Pour les bières d’abbaye existantes au moment du dépôt de la marque soit avant le 12 juillet 1999, les brasseurs n’utiliseront la marque collective que quand les trois conditions suivantes seront remplies :
- Il y a un lien avec une abbaye existante ou n’existant plus actuellement.
- La brasserie doit payer des royalties destinées au financement d’œuvres caritatives ou culturelles en vue de préserver le patrimoine culturel de l’abbaye et liées à l’abbaye ou à une institution si l’abbaye n’existe plus.
- L’abbaye ou l’institution existante exerce un droit de contrôle en matière de publicité[1].

Pour les nouvelles bières d’abbaye (commercialisées à partir du 12 juillet 1999) :
- Soit la bière est brassée dans une abbaye existante non-trappiste ou une abbaye existante fait brasser sous sa responsabilité et en licence la bière dans une brasserie laïque et aide à commercialiser la bière
- Soit la bière est brassée par une brasserie laïque ayant un lien juridique via un contrat avec une abbaye existante pour l’emploi de son nom. La commercialisation est faite par la brasserie laïque qui doit payer des royalties à l’abbaye ou à l'ordre concernés qui doit soutenir des œuvres caritatives et doit être fondé sur un fonds historique (l’abbaye en question doit avoir existé dans le passé et doit avoir brassé) et l’abbaye exerce un droit de contrôle en matière de publicité[1].

Il existe aujourd'hui 23 marques de bières belges d'abbaye reconnues et plus de 90 bières différentes. La Sint-Pietersabdij n'est actuellement plus produite.

## Abbayes encore en activité
Seules quelques abbayes sont encore en activité avec des moines ou religieux présents : les abbayes de l'Abdij Dendermonde, de l'Affligem de la Keizersberg, et de la Maredsous ont encore des moines bénédictins. Celles de l'Averbode, de la Grimbergen, de la Leffe, de la Postel, et de la Tongerlo ont encore des chanoines prémontrés. Celles de la Bornem et de la Paix Notre Dame ont aussi des religieux.

## Brassage à l'abbaye
En réalité, seules deux bières d'abbaye reconnues sont actuellement brassées et produites dans des brasseries situées au sein même de l'abbaye mère ou de leurs ruines réaménagées. Il s'agit des bières du Val-Dieu à Aubel et de l'Abbaye d'Aulne à Gozée. 
Par ailleurs, la St Feuillien est brassée au centre du village du Rœulx à quelques centaines de mètres de l'abbaye éponyme et la Ter Dolen est produite à la brasserie du château Den Dool, ancienne résidence d'été des abbés de Saint-Trond.
Les autres bières d'abbaye sont produites dans des brasseries parfois bien éloignées de leur abbaye d'origine comme la Leffe originaire de Dinant et brassée à Louvain (province du Brabant flamand) chez Anheuser-Busch InBev ou encore la Maredsous représentant l'abbaye de Maredsous en province de Namur et produite chez Duvel Moortgat à Puurs en province d'Anvers.

## Liste des bières belges d'abbaye reconnues
Liste officielle au 1er février 2015.
| Bière                                          | Variétés (*) | Brasserie                                   | Abbaye historiquement liée                   | Religieux historiques          |
| ---------------------------------------------- | ------------ | ------------------------------------------- | -------------------------------------------- | ------------------------------ |
| Abbaye d'Aulne                                 | 5            | Brasserie du Val de Sambre                  | Abbaye d'Aulne                               | Cisterciens (1147-1794)        |
| Abbaye de Bonne-Espérance                      | 3            | Brasserie La Binchoise                      | Abbaye de Bonne-Espérance                    | Prémontrés (1130-1797)         |
| Abbaye de Forest                               | 1            | Brasserie de Silly                          | Abbaye de Forest                             | Bénédictines (1105-1796)       |
| Abbaye de Saint-Martin                         | 4            | Brasserie de Brunehaut                      | Abbaye Saint-Martin de Tournai               | Bénédictins (viie siècle-1797) |
| Abdij Dendermonde                              | 1            | Brasserie De Block                          | Abbaye de Termonde                           | Bénédictins (depuis 1837)      |
| Affligem                                       | 6            | Brasserie Affligem (Alken-Maes)             | Abbaye d'Affligem                            | Bénédictins (depuis 1062)      |
| Averbode                                       | 1            | Brasserie Familiale Huyghe                  | Abbaye d'Averbode                            | Prémontrés (depuis 1134)       |
| Bornem                                         | 2            | Brasserie Van Steenberge                    | Abbaye Saint-Bernard de Bornem               | Cisterciens (depuis 1836)      |
| Ename                                          | 6            | Brasserie Roman                             | Abbaye d'Eename                              | Bénédictins (1063-1795)        |
| Floreffe                                       | 5            | Brasserie Lefebvre                          | Abbaye de Floreffe                           | Prémontrés (1121-1796)         |
| Grimbergen                                     | 8            | Brasserie Alken (Alken-Maes)                | Abbaye de Grimbergen                         | Prémontrés (depuis 1128)       |
| Herkenrode                                     | 2            | Brasserie Cornelissen                       | Abbaye de Herkenrode                         | Cisterciennes (1217-1797)      |
| Keizersberg                                    | 1            | Brasserie Van Steenberge                    | Abbaye du Mont-César (Louvain)               | Bénédictins (depuis 1888)      |
| Leffe                                          | 19           | Brasserie Artois (AB InBev)                 | Abbaye Notre-Dame de Leffe                   | Prémontrés (depuis 1152)       |
| Maredsous                                      | 3            | Brasserie Duvel (Duvel Moortgat)            | Abbaye de Maredsous                          | Bénédictins (depuis 1872)      |
| Paix Notre Dame                                | 1            | Brasserie Valduc-Thor                       | Abbaye de la Paix Notre-Dame de Liège        | Bénédictines (depuis 1627)     |
| Postel                                         | 4            | Brasserie Affligem (Alken-Maes)             | Abbaye de Postel                             | Prémontrés (depuis 1135)       |
| Ramée                                          | 2            | Brasserie du Bocq                           | Abbaye de la Ramée                           | Cisterciennes (1215-1796)      |
| Saint-Feuillien                                | 4            | Brasserie St-Feuillien                      | Abbaye Saint-Feuillien du Rœulx              | Prémontrés (1125-1797)         |
| St-Idesbald et Ten Duinen, réserve St-Idesbald | 4            | Brasserie Familiale Huyghe                  | Abbaye Ten Duinen                            | Cisterciens (1138-1796)        |
| Steenbrugge                                    | 5            | Brasserie Palm (Palm Belgian Craft Brewers) | Abbaye Saint-Pierre de Bruges (nl)           | Bénédictins (1879-1994)        |
| Ter Dolen                                      | 5            | Brasserie De Dool                           | Château Ter Dolen de l'abbaye de Saint-Trond | Bénédictins (657-1789)         |
| Tongerlo                                       | 4            | Brasserie Haacht                            | Abbaye de Tongerlo                           | Prémontrés (depuis 1128)       |
| Val-Dieu                                       | 6            | Brasserie du Val-Dieu                       | Abbaye du Val-Dieu                           | Cisterciens (1216-2001)        |

(*) commercialisées en Belgique.

## Autres bières belges d'abbaye
Les autres bières belges d'abbaye peuvent toujours recevoir l'appellation bière d'abbaye mais n'ont pas l'autorisation d'imprimer le logo officiel sur l'étiquette. Une trentaine de marques sont concernées. Parmi celles-ci, se trouvent la Tripel Karmeliet, la St Bernardus, la Saint Benoît, la Pater Lieven, la Witkap Pater ou la Corsendonk.

## Autres labels brassicoles
- Authentic Trappist Product
- Belgian Family Brewers
- Haut conseil pour lambiques artisanales (HORAL)
- Belgian Beer of Wallonia